# Усов, Пётр Григорьевич
Пётр Григорьевич Усов (1905—1977) — советский инженер-технолог, учёный в области технологии силикатов, заслуженный деятель науки и техники РСФСР.

## Биография
Родился 30 июня (13 июля) 1905 года в д. Каменевка Саратовской губернии в крестьянской семье.
В 1923—1927 гг. работал на мукомольной мельнице. В 1927—1929 гг. служил в РККА. После увольнения — член правления окружной страхкассы в г. Златоуст.
С 1931 г. студент (1931—1936), аспирант, преподаватель, доцент, профессор (1968), с 1943 по 1977 г. — заведующий кафедрой технологии силикатов Томского политехнического института.
Одновременно в 1937—1941 работал на Кузнецком металлургическом комбинате техническим руководителем огнеупорного цеха. В годы Великой Отечественной войны — начальник строительства и эксплуатации завода по производству ацетона.
Умер 17 февраля 1977 года в Томске.

## Научная деятельность
Основатель научной школы по изучению и разработке методов использования нерудного сырья сибирского и дальневосточного регионов. Доктор технических наук. Автор более 200 печатных работ, 15 патентов, авторских свидетельств.

### Избранные труды
- Усов П. Г. Исследование процессов получения термостойкой и нестареющей стеатитовой керамики : Автореф. дис. … д-ра техн. наук / Томский политехн. ин-т им. С. М. Кирова. — Томск : [б. и.], 1970. — 45 с.

## Награды
- орден Трудового Красного Знамени (1946)
- орден «Знак Почёта» (1969)
- орден Ленина (1971)
- медали, в том числе:
  - «За доблестный труд в Великой Отечественной войне 1941—1945 гг.»
  - «За трудовую доблесть» (1953)
  - «За доблестный труд. В ознаменование 100-летия со дня рождения В. И. Ленина» (1970)
  - «30 лет победы в Великой Отечественной войне 1941—1945 гг.» (1975).
- Заслуженный деятель науки и техники РСФСР.

## Семья
Жена — Зинаида Никитична Терешкова (1914—?);
- сын — Юрий Петрович Усов (р. 1937), профессор ТПУ.

## Комментарии
1. ↑  Каменевка (Березянка, Доброе, Нов. Киселевка) имелась в Кондольской волости Петровского уезда[1]; соотнести с местом рождения П. Г. Усова не представляется возможным. Местом рождения указывается также Ханичевка[2]; НП с подобным именованием в Саратовской губернии не обнаружен.